# Teungueth Football Club Rufisque
Il Teungueth Football Club Rufisque, abbreviato in Teungueth, è una società calcistica senegalese di Rufisque. Milita nella Ligue 1, la massima serie del campionato senegalese di calcio.
Fondata nel 2010, la squadra disputa le gare interne allo stadio Lat Dior di Thiès, impianto da 20 000 posti. I colori sociali sono il bianco e il blu.

## Storia
Fondato nel 2010, il club ottenne la promozione nella Ligue 1, la massima serie del campionato senegalese di calcio, nel 2016. Nel 2019 vinse il suo primo trofeo, la Coppa di Senegal, battendo l'US Gorée per 1-0 in finale. Nel 2020-2021 prese parte per la prima volta alla CAF Champions League, riuscendo ad accedere alla fase a gironi dopo aver superato il GAF e i quotati marocchini del Raja Casablanca (ai tiri di rigore) nei due turni preliminari. Il Teungueth fu poi eliminato dopo aver perso quattro delle sei partite del raggruppamento.

## Palmarès

### Competizioni nazionali
- Campionato senegalese: 2

2020-2021, 2023-2024
- Coppa di Senegal: 1

2019